# Regla de Kasha

Esquema de la regla de Kasha. Un fotón de energía excita un electrón de nivel fundamental, de energía, hasta un nivel de energía excitado (por ejemplo o) o en uno de los sub-niveles de vibración. Entonces tiene lugar la relajación vibracional entre niveles excitados, lo que conduce a la disipación de una parte de la energía, tomando la forma de una transición (conversión interna) hacia el nivel excitado más bajo. La energía se disipa entonces por emisión de un fotón de energía, que permite al sistema volver a su estado fundamental.

La regla de Kasha es un principio fotoquímico que postula que tras la absorción de un fotón por una molécula en su estado fundamental y la consiguiente población de estados electrónicos excitados, la emisión radiativa, tanto fluorescencia como fosforescencia, sucede desde el estado excitado de menor energía de la molécula.   Se llama así por el espectroscopista estadounidense Michael Kasha (1920), que la propuso en 1950.
Se trata de una regla empírica fundamentada en el hecho de que los procesos de relajación de la energía absorbida desde los estados electrónicos excitados, procesos que esencialmente corresponden a una relajación vibracional intramolecular (RVI), son mucho más rápidos (del orden de los de absorción radiativa, 10-15-10-12 s) que los correspondientes a la emisión fotónica, 
que oscilan entre los 10-9 s de los procesos permitidos por espín, fluorescencia, a los tiempos más largos de los prohibidos por espín, fosforescencia, que pueden llegar a los minutos o las horas.
Aunque se suele explicar la regla a partir de los factores Franck-Condon entre transiciones electrónicas y la mayor probabilidad de aquellas con mayor solapamiento vibracional, este razonamiento no es correcto y en realidad la regla se aplica en cualquier caso, sea cual sea el solapamiento. Moléculas pobladas en estados de mayor energía desexcitan dichos estados a gran velocidad. Dentro de cada estado electrónico la energía se desactiva (en general disipándose hacia el entorno, por ejemplo un disolvente) por relajación vibracional, distorsionando en el proceso la geometría molecular. En dicho proceso se alcanzan estructuras en la que la energía de dos o más estados electrónicos 
llega a estar prácticamente degeneradas energéticamente. En química cuántica dichas estructuras se denominan intersecciones cónicas (IC), y representan situaciones en las cuales los niveles electrónicos y vibracionales acoplan (se rompe la aproximación de Born-Oppenheimer) y la transferencia energética entre estados se hace máxima, realizándose muy rápidamente, en esencia en un pulso vibracional.
Este proceso se denomina en general conversión interna (si se produce entre estados de igual multiplicidad de espín). La presencia frecuente de intersecciones cónicas entre los estados de mayor energía propicia una desactivación muy rápida hasta alcanzar el estado excitado más bajo antes de que cualquier tipo de emisión radiativa haya podido tener lugar. En ese estado excitado final la presencia de intersecciones cónicas con el estado inferior, el fundamental, es menos frecuente (al ser la diferencia de energías entre estos dos estados mucho mayor), y por lo tanto la molécula puede llegar a un mínimo energético desde el cual ya tiene tiempo de emitir. La desactivación energética en una molécula siempre es un balance entre los procesos radiativos y los procesos no radiativos (ver rendimiento cuántico).
Dado que la mayoría de las moléculas básicas en química tienen un estado fundamental de tipo singlete capa cerrada, etiquetado como S0 y un estado excitado singlete de más baja energía S1, la regla de Kasha se suele formular enunciando que las moléculas siempre que emiten 
fluorescencia lo hacen desde su estado S1. Hay excepciones a la regla mencionadas con frecuencia, como el caso de la fluorescencia dual observada tanto desde el estado S1 como del S2 en el azuleno, sin embargo no todos los casos de fluorescencia dual implican una 
vulneración de la regla. Puede producirse fluorescencia dual desde dos mínimos distintos de la hipersuperficie de energía potencial del estado S1, ambos con distintas geometrías, como en el caso de los aminobenzonitrilos o el fenilpirrol, por citar dos ejemplos.